# Cofidis (wielerploeg)
Cofidis, voorheen achtereenvolgens Cofidis, Le crédit par Téléphone, Cofidis, le crédit en ligne en Cofidis, Solutions Crédits, is een Franse wielerploeg.

## Historie
De ploeg bestaat sinds 1997 en werd opgericht door ploegleider Cyrille Guimard, die de ploeg echter na een jaar verliet. De hoofdsponsor Cofidis is een Franse kredietbank.
Van 2005 tot 2009 was het team een UCI ProTour-team. Vanaf 2010 komt het uit in de UCI Continental Tour, van 2011-2019 had het team de ProContinental status en vanaf 2020 de status van UCI World Tour-team.

### Doping
In 2004 kwam een groot dopingschandaal bij Cofidis aan het licht. Verschillende renners, waaronder Philippe Gaumont en David Millar, werden geschorst wegens dopinggebruik. Volgens Gaumont, die het gebruik van doping toegaf, was er sprake van georganiseerd dopinggebruik binnen de ploeg. Ook Millar gaf het gebruik van epo toe. Hierdoor raakte hij onder andere zijn wereldtitel in het tijdrijden kwijt.
Op 25 juli 2007 stapte de ploeg uit de Ronde van Frankrijk, omdat de Italiaanse wielrenner Cristian Moreni betrapt was op het gebruik van testosteron. Dit slechts een dag nadat de Zwitserse/Kazachse wielerploeg Astana opstapte omdat hun kopman Aleksandr Vinokoerov betrapt was op bloeddoping. Vijf jaar later, op 10 juli 2012 werd Rémy Di Grégorio tijdens de Tour ontslagen nadat hij gearresteerd werd wegens mogelijke betrokkenheid bij een dopingzaak.

## Grote ronden
| Jaar | Ronde van Italië     | Ronde van Italië   | Ronde van Frankrijk                                                         | Ronde van Frankrijk                     | Ronde van Spanje                  | Ronde van Spanje                         |
| Jaar | hoogste klassering   | etappewinst        | hoogste klassering                                                          | etappewinst                             | hoogste klassering                | etappewinst                              |
| ---- | -------------------- | ------------------ | --------------------------------------------------------------------------- | --------------------------------------- | --------------------------------- | ---------------------------------------- |
| 1997 | geen deelname        | geen deelname      | 17e Bobby Julich                                                            | 11e Laurent Desbiens                    | 30e Bruno Thibout                 |                                          |
| 1998 | geen deelname        | geen deelname      | Bobby Julich · 4e + Christophe Rinero · 7e Roland Meier · Ploegenklassement |                                         | 17e David Plaza                   |                                          |
| 1999 | geen deelname        | geen deelname      | 15e Roland Meier                                                            |                                         | 12e + Frank Vandenbroucke         | 17e en 20e Frank Vandenbroucke           |
| 2000 | geen deelname        | geen deelname      | 22e Nico Mattan                                                             | 1e David Millar                         | geen deelname                     | geen deelname                            |
| 2001 | geen deelname        | geen deelname      | 4e Andrei Kivilev                                                           |                                         | 13e Íñigo Cuesta                  | 1e en 6e David Millar                    |
| 2002 | geen deelname        | geen deelname      | 13e David Moncoutié                                                         | 13e David Millar                        | 15e Guido Trentin                 | 5e Guido Trentin                         |
| 2003 | geen deelname        | geen deelname      | 15e Massimiliano Lelli                                                      | 19e David Millar                        | 10e Luis Pérez Rodríguez          | 2e Luis Pérez Rodríguez 17e David Millar |
| 2004 | geen deelname        | geen deelname      | 34e David Moncoutié                                                         | 5e Stuart O'Grady 11e David Moncoutié   | 9e Luis Pérez Rodríguez           |                                          |
| 2005 | 14e Daniel Atienza   |                    | 44e Cédric Vasseur                                                          | 12e David Moncoutié                     | 16e Daniel Atienza                | 2e Leonardo Bertagnolli                  |
| 2006 | 16e Iván Parra       | 7e Rik Verbrugghe  | 43e Iván Parra                                                              | 1e Jimmy Casper                         | 10e Luis Pérez Rodríguez          |                                          |
| 2007 | 13e Iván Parra       |                    | Voltallige ploeg teruggetrokken                                             |                                         | 11e Maxime Monfort                | 16e Leonardo Duque                       |
| 2008 | 111e Damien Monier   |                    | 15e Amaël Moinard Sylvain Chavanel                                          | 3e Samuel Dumoulin 19e Sylvain Chavanel | 8e + David Moncoutié              | 8e David Moncoutié                       |
| 2009 | geen deelname        | geen deelname      | 38e Sébastien Minard                                                        |                                         | 18e Amaël Moinard David Moncoutié | 13e David Moncoutié                      |
| 2010 | 63e Leonardo Duque   | 17e Damien Monier  | 27e Julien El Fares                                                         |                                         | 14e David Moncoutié               | 8e David Moncoutié 15e Nico Sijmens      |
| 2011 | geen deelname        | geen deelname      | 12e Rein Taaramäe                                                           |                                         | 37e David Moncoutié               | 11e David Moncoutié 14e Rein Taaramäe    |
| 2012 | geen deelname        | geen deelname      | 36e Rein Taaramäe                                                           |                                         | 45e Mickaël Buffaz                |                                          |
| 2013 | geen deelname        | geen deelname      | 9e Daniel Navarro                                                           |                                         | 21e Yoann Bagot Nicolas Edet      |                                          |
| 2014 | geen deelname        | geen deelname      | 31e Luis Ángel Maté                                                         |                                         | 10e Daniel Navarro                | 13e Daniel Navarro                       |
| 2015 | geen deelname        | geen deelname      | 43e Luis Ángel Maté                                                         |                                         | 30e Daniel Navarro                |                                          |
| 2016 | geen deelname        | geen deelname      | 55e Luis Ángel Maté                                                         |                                         | 22e Luis Ángel Maté               |                                          |
| 2017 | geen deelname        | geen deelname      | 27e Daniel Navarro                                                          |                                         | 24e Luis Ángel Maté               |                                          |
| 2018 | geen deelname        | geen deelname      | 43e Nicolas Edet                                                            |                                         | 21e Jesús Herrada                 | 6e Nacer Bouhanni                        |
| 2019 | geen deelname        | geen deelname      | 20e Jesús Herrada                                                           |                                         | 18e Nicolas Edet                  | 6e Jesús Herrada                         |
| 2020 | 44e Jesper Hansen    |                    | 11e Guillaume Martin                                                        |                                         | 14e Guillaume Martin              |                                          |
| 2021 | 110e Simone Consonni | 8e Victor Lafay    | 8e Guillaume Martin                                                         |                                         | 9e Guillaume Martin               |                                          |
| 2022 | 63e Davide Villella  |                    | 40e Jon Izagirre                                                            |                                         | 53e Davide Villella               | 7e Jesús Herrada                         |
| 2023 | 35e Jonathan Lastra  |                    | 10e Guillaume Martin                                                        | 2e Victor Lafay 12e Jon Izagirre        | 28e Rémy Rochas                   | 11e Jesús Herrada                        |
| 2024 | 14e Simon Geschke    | 5e Benjamin Thomas | 13e Guillaume Martin                                                        |                                         | 15e Guillaume Martin              |                                          |
| 2025 | 52e Sergio Samitier  |                    | 30e Emanuel Buchmann                                                        |                                         |                                   |                                          |

Mannen: 1997 · 1998 · 1999 · 2000 · 2001 · 2002 · 2003 · 2004 · 2005 · 2006 · 2007 · 2008 · 2009 · 2010 · 2011 · 2012 · 2013 · 2014 · 2015 · 2016 · 2017 · 2018 · 2019 · 2020 · 2021 · 2022 · 2023 · 2024 · 2025
Vrouwen:2022 · 2023 · 2024 · 2025
Alpecin-Deceuninck · Arkéa-B&B Hotels · Bahrain-Victorious · Cofidis · Decathlon AG2R La Mondiale Team · EF Education-EasyPost · Groupama-FDJ · INEOS Grenadiers · Intermarché-Wanty · Lidl-Trek · Movistar Team · Red Bull-BORA-hansgrohe · Soudal Quick-Step · Jayco AlUla · Picnic PostNL · UAE Team Emirates-XRG · Visma-Lease a Bike · XDS Astana Team
Zie ook: UCI World Tour 2025 · Continental Circuits
Andreu · 
Armstrong · 
Capelle · 
Desbiens · 
Fondriest · 
Gaumont · 
Goubert · 
Jalabert · 
Julich · 
Livingston · 
Martin · 
Millar · 
Moncoutié · 
Moreau · 
Plaza · 
Rinero · 
Rominger · 
Saugrain · 
Thibout · 
Tournant · 
Van De Laer · 
Gwiazdowski (stagiair) · 
Plouhinec (stagiair) · 
Poos (stagiair) 
Bertolini · 
Capelle · 
Casagrande · 
Delbove · 
Desbiens · 
Fondriest · 
Gané · 
Gaumont · 
Goubert · 
Gwiazdowski · 
Jalabert · 
Julich · 
Lelli · 
Le Quellec · 
Livingston · 
Martin · 
Meier · 
Millar · 
Moncoutié · 
Moreau ·
Plaza · 
Plouhinec · 
Rinero · 
Saugrain · 
Thibout · 
Tournant · 
Loder (stagiair) · 
Tombak (stagiair) 
Bourgain · 
De Wolf · 
Delbove · 
Desbiens · 
Farazijn · 
Gané · 
Gaumont · 
Gwiazdowski · 
Jalabert · 
Julich · 
Lamour · 
Lelli · 
Le Quellec · 
Loder · 
Mattan · 
Meier · 
Millar · 
Moncoutié · 
Moreau ·
Plouhinec · 
Prétot · 
Quemener · 
Rinero · 
Rokia · 
Tombak · 
Tournant · 
Vandenbroucke · 
Guillaume (stagiair) · 
Krafft (stagiair) · 
Ravaleu (stagiair) 
Bourgain · 
De Wolf · 
Desbiens · 
Farazijn · 
Flammang · 
Gané · 
Gaumont · 
Krafft · 
Lamour · 
Le Boulanger · 
D. Lefèvre · 
L. Lefèvre · 
Lelli · 
Le Quellec · 
Loder ·
Lopeboselli ·
Mattan · 
Meier · 
Millar · 
Moncoutié · 
Moreau ·
Peers · 
Planckaert ·
Pommereau ·
Prétot · 
Rinero · 
Sassone · 
Silovs · 
Tombak · 
Tournant · 
Vandenbroucke · 
Bonnet (stagiair) · 
Fogen (stagiair) · 
Tournier (stagiair) 
Atienza · 
Beloesov · 
Bourgain · 
Clain · 
Cuesta · 
Dublé ·
Farazijn · 
Flammang · 
Fofonov ·
Gané · 
Gaumont · 
Hayles · 
Kivilev · 
Krafft · 
Lamour · 
Le Boulanger · 
D. Lefèvre · 
L. Lefèvre · 
Lelli · 
Lopeboselli ·
Loué · 
Mattan · 
Millar · 
Moncoutié · 
Peers · 
Planckaert ·
Pommereau ·
Rinero · 
Rutkiewicz ·
Sassone · 
Silovs (tot 31/07) · 
Tessier · 
Tombak · 
Tournant · 
Trentin · 
Andre (stagiair) · 
Vanoverschelde (stagiair) 
Atienza · 
Bourgain · 
Clain · 
Cuesta · 
Dublé ·
Farazijn · 
Fernández ·
Flammang · 
Fofonov ·
Gané · 
Gaumont · 
Hayles · 
Kivilev · 
Lamour · 
Le Boulanger ·
Lelli · 
Lopeboselli ·
Loué · 
Mattan · 
Millar · 
Moncoutié · 
Neuville · 
Peers · 
Planckaert ·
Rutkiewicz ·
Sassone · 
Tessier · 
Tombak · 
Tournant · 
Trentin · 
Vasseur · 
Calzati (stagiair) · 
Coyot (stagiair) · 
Roulston (stagiair) ·
Vanoverschelde (stagiair) 
Atienza · 
Bessy ·
Bourgain · 
Clain · 
Coyot ·
Cuesta · 
Dublé ·
Farazijn · 
Fernández ·
Flammang · 
Fofonov ·
Gané · 
Gaumont · 
Hayles · 
Kivilev (tot 12/03) ·  
Lelli · 
Lopeboselli ·
Mattan · 
Millar · 
Moncoutié · 
Peers · 
Pérez · 
Planckaert ·
Roulston · 
Rutkiewicz ·
Sassone · 
Thirionet · 
Tombak · 
Tournant · 
Trentin · 
Vasseur · 
Gadret (stagiair) · 
Johnson (stagiair) · 
Monier (stagiair)  
Astarloa  (tot 30/04) ·
Atienza · 
Bessy ·
Bourgain · 
Casper ·
Clain (tot 30/04) · 
Coyot ·
Cuesta · 
Edaleine ·
Engoulvent ·
Farazijn · 
Fernández ·
Fofonov ·
Gané · 
Gaumont (tot 15/02) · 
Lelli · 
Millar (tot 15/07) · 
Moncoutié · 
Monier ·
O'Grady ·
Pérez · 
Roulston · 
Scheirlinckx · 
Tombak · 
Tournant · 
Trentin · 
Vasseur · 
White · 
Cabrera (stagiair) ·
Moinard (stagiair) · 
Roche (stagiair)   
Augé ·
Atienza · 
Bertagnolli · 
Bessy ·
Bourgain · 
Casper ·
Chavanel · 
Coyot ·
Duclos-Lassalle · 
Edaleine ·
Engoulvent ·
Farazijn · 
Fernández ·
Fofonov ·
Gané · 
Inaudi · 
Koerts · 
Marichal ·
Moinard · 
Moncoutié · 
Monier ·
O'Grady ·
Pérez · 
Roche ·
Scheirlinckx · 
Tombak · 
Tournant · 
Trentin · 
Vasseur · 
White · 
Galland (stagiair) · 
Hartmann (stagiair) · 
Sutton (stagiair)   
Augé ·
Bertagnolli · 
Bessy ·
Bourgain · 
Casper ·
Chavanel · 
Coyot ·
Duclos-Lassalle · 
Duque · 
Elijzen ·
Farrar · 
Fernández ·
Heijboer · 
Inaudi · 
Lequatre · 
Marichal ·
Minard · 
Moinard · 
Moncoutié · 
Monfort ·
Monier ·
Moreni ·
Parra ·
Pérez · 
Roche ·
Sanchez · 
Scheirlinckx · 
Sutton ·
Tournant · 
Valentin · 
Verbrugghe · 
Wiggins · 
El Fares (stagiair) ·
Godet (stagiair) ·
Hartmann (stagiair) 
Augé ·
Bessy ·
Bourgain · 
Buffaz · 
Chavanel · 
De Weert ·
Duclos-Lassalle · 
Duque · 
Elijzen ·
Farrar · 
Fernández ·
Hartmann ·
Hary ·
Heijboer · 
Henriette · 
Høj · 
Huguet · 
Lequatre · 
Minard · 
Moinard · 
Moncoutié · 
Monfort ·
Monier ·
Moreni (tot 31/07) ·
Nuyens ·
Parra ·
Scheirlinckx · 
Sireau ·
Sutton ·
Tournant · 
Valentin · 
Verbrugghe · 
Wiggins · 
Zampieri · 
El Fares (stagiair) ·
Taaramäe (stagiair) · 
Villa (stagiair) 
Augé ·
Blain ·
Bourgain · 
Brard ·
Buffaz · 
Chavanel · 
Demaret ·
De Weert ·
Duclos-Lassalle · 
Dumoulin ·
Duque · 
El Fares ·
Fernández ·
Hartmann ·
Hary ·
Heijboer · 
Henriette · 
Høj · 
Huguet · 
Minard · 
Moinard · 
Moncoutié · 
Monfort ·
Monier ·
Nuyens ·
Portal ·
Scheirlinckx · 
Sireau ·
Taaramäe · 
Tournant · 
Valentin · 
Verbrugghe · 
Villa ·
Zampieri · 
Blot (stagiair) ·
Lebas (stagiair) · 
Zingle (stagiair) 
Augé ·
Blain ·
Blot ·
Bourgain · 
Brard ·
Buffaz · 
Demaret ·
Duclos-Lassalle · 
Dumoulin ·
Duque · 
El Fares ·
Fernández · 
Hary ·
Kern ·
Lafargue ·
Minard · 
Moinard · 
Moncoutié · 
Monier ·
Oesaw · 
Pauriol ·
Pervis ·
Portal ·
Sijmens · 
Sireau ·
Taaramäe · 
Valentin · 
Villa ·
Fouchard (stagiair) ·
Giraud (stagiair) · 
Molmy (stagiair) 
Augé ·
Blot · 
Buffaz · 
Cusin ·
Demaret ·
Dumoulin ·
Duque · 
El Fares ·
Fouchard ·
Gallopin · 
Ista ·
Kern ·
Keukeleire · 
Kriit ·
Labbe ·
Lafargue ·
Lambert ·
Levy ·
Minard · 
Moinard · 
Moncoutié · 
Monier ·
Mulder · 
Pauriol ·
Pervis ·
Sijmens · 
Sireau ·
Taaramäe · 
Thirionet · 
Valentin · 
Zingle ·
Bagot (stagiair) ·
Edet (stagiair) ·
Petit (stagiair)
Bagot ·
Barle · 
Buffaz · 
Crépelière ·
Cusin ·
Demaret ·
Dumoulin ·
Duque · 
Edet ·
El Fares ·
Fouchard ·
Gallopin ·
Grandjean ·
Hervio · 
Ista ·
Keukeleire · 
Kriit ·
Labbe ·
Lambert ·
Maté · 
Moncoutié · 
Monier ·
Petit ·
Saramotins · 
Sijmens · 
Taaramäe · 
Thirionet · 
Valentin · 
Vogondy ·
Zingle ·
Delalot (stagiair) ·
Lavieu (stagiair) ·
Molard (stagiair) 
Bagot ·
Barle · 
Buffaz · 
Cammaerts ·
Demaret ·
Di Grégorio ·
Dumoulin ·
Duque · 
Edet ·
Fouchard ·
García ·
Ghyselinck ·
Labbe ·
Lambert ·
Maté · 
Molard ·
Moncoutié · 
Monier ·
Petit ·
Saramotins · 
Sijmens · 
Taaramäe · 
Thirionet · 
Valentin · 
Vogondy ·
Zingle ·
Corbel (stagiair) ·
Turgis (stagiair) 
Bagot ·
Barle · 
Bescond · 
Bessy · 
Cammaerts ·
Coppel ·
Edet ·
Fouchard ·
García ·
Ghyselinck ·
Hardy ·
Jõeäär ·
Labbe ·
Le Mével ·
Lemarchand ·
Levarlet ·
Maté · 
Molard ·
Navarro · 
Petit ·
Poulhiès ·
Sijmens · 
Taaramäe · 
Valentin · 
Zingle ·
Lavery (stagiair) · 
Venturini (stagiair) · 
Verhelst (stagiair) 
Bagot ·
Bescond · 
Cammaerts ·
Coppel ·
Edet ·
Fouchard ·
García ·
Hardy ·
Jõeäär ·
Laporte ·
Le Mével ·
Lemarchand ·
Lemoine ·
Levarlet ·
Maté · 
Molard ·
Navarro · 
Petit ·
Poulhiès ·
Sénéchal · 
Simon ·
Taaramäe · 
Venturini · 
Verhelst ·
Zingle ·
Chetout (stagiair) · 
Kowalski (stagiair) · 
Turgis (stagiair) 
Ahlstrand · Bagot · N.Bouhanni · Chainel · Chetout · Edet · Hardy · Jõeäär · Laporte · Lemoine · Maté · Molard · Navarro · Petit · Rollin · Rossetto · Sénéchal · Simon · Soupe · Turgis · Van Staeyen · Vanbilsen · Venturini · Verhelst · Zingle · R.Bouhanni (stagiair) · Hofstetter (stagiair) · San Sebastián (stagiair)
Ahlstrand · Bagot · N.Bouhanni · R.Bouhanni · Božič · Chetout · Cousin · Edet · Hardy · Hofstetter · Jeannesson · Jõeäär · Laporte · Lemoine · Maté · Molard · Navarro · Perez · Rossetto · Sénéchal · Simon · Soupe · Turgis · Van Staeyen · Vanbilsen · Venturini · Godon (stagiair) · Le Turnier (stagiair)
Bagot · Bonnafond · N. Bouhanni · R. Bouhanni · Chetout · Claeys · Cousin · Edet · Godon · Hofstetter · Laporte · Le Turnier · Lemoine · Maté · Navarro · Perez · Rossetto · Sénéchal · Simon · Soupe · A. Turgis · J. Turgis · Van Genechten · Van Staeyen · Vanbilsen · Venturini · Barceló (stagiair) · Lafay (stagiair) · T. Turgis (stagiair)
Bonnafond · N. Bouhanni · R. Bouhanni · Chetout · Claeys · Edet · Godon · Jesús Herrada · José Herrada · Hofstetter · Lafay · Laporte · Le Turnier · Lemoine · Maté · Navarro · Perez · Rossetto · Simon · Soupe · Teklehaimanot · A. Turgis · J. Turgis · Van Lerberghe · Van Staeyen · Vanbilsen · Morin (stagiair) · Puppio (stagiair) · Skaarseth (stagiair)
Atapuma · Berhane · N. Bouhanni · R. Bouhanni · Chetout · Claeys · Edet · Fortin · Hansen · Jesús Herrada · José Herrada · Hofstetter · Lafay · Laporte · Le Turnier · Lemoine · Maté · Mathis · Morin · Perez · Périchon · Rossetto · Simon · Soupe · Touzé · Van Lerberghe · Vanbilsen · Waeytens · Finé (stagiair) · Leyder (stagiair) · Viviani (stagiair)
Allegaert · Barceló · Berhane · Claeys · Consonni · Edet · Finé · Haas · Hansen · Jesús Herrada · José Herrada · Lafay · Laporte · Le Turnier · Lemoine · Martin · Maté · Mathis · Morin · Perez · Périchon · Rossetto · Sabatini · Touzé · Vanbilsen · Vermote · A. Viviani · E. Viviani  · Prodhomme (stagiair) · Zanoncello (stagiair)
Allegaert · Barceló · Berhane · Bohli · Carvalho · Champion · Consonni · Drucker · Edet · Fernández · Finé · Geschke · Haas · Jesús Herrada · José Herrada · Lafay · Laporte · Martin · Morin · Perez · Périchon · Rochas · Sabatini · Sajnok · Vanbilsen · A. Viviani · E. Viviani · Wallays · Toumire (stagiair) · Zingle (stagiair) · Lebreton (stagiair)
Allegaert · Armée · Bidard · Bohli · Carvalho · Champion · Cimolai · Consonni · Coquard · Delettre · Fernández · Finé · Geschke · Jesús Herrada · José Herrada · Izagirre · Kreder · Lafay · Martin · Perez · Périchon · Renard · Rochas · Sajnok · Thomas · Toumire · Vanbilsen · Villella · Wallays · Walscheid · Zingle · Kolze Changizi (stagiair) · Lecamus-Lambert (stagiair) · Wood (stagiair)
Allegaert · Bidard · Carvalho · Champion · Cimolai · Consonni · Coquard · Delettre · Fernández · Finé · Geschke · Jesús Herrada · José Herrada · Izagirre · Kreder · Lafay · Lastra · Mariault · Martin · Noppe · Perez · Périchon · Renard · Rochas · Thomas · Toumire · Wallays · Walscheid · Wood · Zingle · Gudnitz (stagiair) · Knight (stagiair) · Larmet (stagiair)
Allegaert · Aniołkowski · Champion · Coquard · De Gendt · Debeaumarché · Elissonde · Fernández · Finé · Fretin · Geschke · Gougeard · Hermans · Herrada · G. Izagirre · J. Izagirre · Knight · Lastra · Mahoudo · Mariault · Martin · Noppe · Oldani · Perez · Renard · Robeet · Thomas · Toumire · Wood · Zingle · Coppens (stagiair) · Gruszczynski (stagiair) · Larmet (stagiair)
Allegaert · Aniołkowski · Aranburu · Buchmann · Carr · Coquard · De Gendt · Debeaumarché · Ferron · Finé · Fretin · Herrada · Izagirre · Izquierdo · Knight · Lastra · Maas · Mahoudo · Maisonobe · Moniquet · Oldani · Ourselin · Perez · Renard · Robeet · Samitier · Teuns · Thomas · Toumire · Touzé